# Ascorhynchus antipodus
Ascorhynchus antipodus là một loài nhện biển trong họ Ascorhynchidae. Loài này thuộc chi Ascorhynchus. Ascorhynchus antipodus được miêu tả khoa học năm 1987 bởi Child.